# Manifestul "claponului"
Manifestul "claponului" este o operă literară scrisă de Ion Luca Caragiale.